# Nia Ali
Nia Ali, född 23 oktober 1988 i Norristown, Pennsylvania, är en amerikansk friidrottare. Ali tog VM-guld 2014 och 2016  på 60 meter häck.